# Thomas Tatzl
Thomas Tatzl (* 1980 in Aflenz, Steiermark) ist ein österreichischer Opernsänger (Bassbariton).

## Leben
Tatzl erhielt zunächst Gesangsunterricht bei Sigrid Rennert und nahm später ein Studium an der Universität für Musik und darstellende Kunst Graz auf. Danach wechselte er an die Universität für Musik und darstellende Kunst Wien, wo er bei Karlheinz Hanser (Oper) und Robert Holl (Lied und Oratorium) studierte. Außerdem nahm er an Meisterkursen von Thomas Quasthoff, Helena Łazarska und Tom Krause teil.
2010 absolvierte er sein Lied- und Opernstudium mit Auszeichnung. Nach seinem Erfolg in der Rolle des Papageno bei den Salzburger Festspielen 2012 in Peter von Winters Das Labyrinth folgten Engagements am Opernhaus Valencia, Teatro Regio di Torino, Teatro dell Opera di Roma, Opernhaus in Zürich, Oper Köln, Teatro La Fenice, Teatro Real uva.
Er debütierte 2017/18 an der Wiener Staatsoper und an der Bayerischen Staatsoper in München in der Rolle des Harlekin. Im selben Jahr sang er in den USA im bedeutendsten und bekanntesten Kulturzentrum der Stadt New York City, dem Lincoln Center for the Performing Arts und stand im Nationalen Zentrum für Darstellende Künste in Peking auf der Bühne. 2019 folgt sein Debüt an der Mailänder Scala.

## Repertoire
Auszug gesungener Rollen :
- Figaro, Comte d’Almaviva in Le nozze di Figaro (W. A. Mozart)
- Don Giovanni, Masetto in Don Giovanni (W. A. Mozart)
- Ford in Falstaff (Giuseppe Verdi)
- Guglielmo in Così fan tutte (W. A. Mozart)
- Papageno in Die Zauberflöte (W. A. Mozart)
- Harlekin in Ariadne auf Naxos (Richard Strauss)

## Diskographie
DVDs
- Mauricio Sotelo: El público (Oper in 2 Akten); Erscheinungstermin: 11. November 2016
- Peter von Winter: Das Labyrinth (Der Zauberflöte zweyter Theil)

## Finalist und Preisträger bei Gesangswettbewerben
- Stipendiat der Hildegard-Zadek-Stiftung (2008)
- Zadek-Gesangswettbewerb (Wien 2009)
- Concorso di cantanti lirici (Spoleto 2009)
- Richard Tauber-Wettbewerb (London 2010)
- Concours Ernst Haefliger (Gstaad 2010)
- Würdigungspreis der Universität für Musik und Darstellende Kunst (Wien 2010)
- Das Lied (Berlin 2011)